# 버스데이 보이
《버스데이 보이》(祝生日: Birthday Boy)는 한국에서 제작된 박세종 감독의 2004년 애니메이션, 드라마 영화이다. 앤드류 그레고리 등이 제작에 참여하였다.